# Този (Фиренца)
Този је насеље у Италији у округу Фиренца, региону Тоскана.
Према процени из 2011. у насељу је живело 965 становника. Насеље се налази на надморској висини од 553 м.